# Sitibentar
Sitibentar is een bestuurslaag in het regentschap Kebumen van de provincie Midden-Java, Indonesië. Sitibentar telt 1981 inwoners (volkstelling 2010).